# Церква Вознесіння Господнього (Гайок)
Церква Вознесіння Господнього в Гайку — парафія і храм греко-католицької громади Бережанського деканату Тернопільсько-Зборівської архієпархії Української греко-католицької церкви в селі Гайок Тернопільського району Тернопільської области.

## Історія церкви
Парафію утворено в липні 1994 року. У 1995 році владика Зборівської єпархії Михаїл Колтун освятив наріжний камінь під будівництво храму. Храм був збудований у 2009 році.
Архітектором церкви був Михайло Нетриб'як. Головними жертводавцями стали: Б. Короляк, Г. Андрушків, Г. Глушок, В. Габоряк, О. Крижовачук, І. Гаркот, М. Макар, о. П. Половко, В. Федчишин, М. і Т. Глушок, О. Гаркот, І. Погаратий.
13 грудня 2009 року храм освятив владика Тернопільсько-Зборівської єпархії Василій Семенюк.
При парафії діють Парафіяльне братство та Вівтарна дружина.

## Парохи
- о. Зеновій Афінець (2000—2004),
- о. Петро Половко (2005—2007),
- о. Микола Габоряк (2007—2010),
- о. Петро Половко (2010—2011),
- о. Олег Драган (2011),
- о. Віталій Іващук (з 26 серпня 2011).